# 句法学
句法（英語：syntax）是一个语言学概念，指一门语言里支配句子结构，决定词、短语、从句等句子成分如何组成其上级成分，直到组成句子的规则或过程。研究句法的语言学分支称为句法学，其终极目标是探究所有自然语言通用的普遍句法规则。

## 词源
“句法”的英语“syntax”来自古希腊语σύνταξις，意为“协调”，它包括了词根 syn“共同”和 táxis“排序”。

## 历史
句法研究滥觞于公元前4世纪的梵文文法学家波你尼的著作《八篇书》（Aṣṭādhyāyī），此书极其精细的描述了古代梵语的句法，至今广为引用。而西方句法研究最早可能源于狄俄尼索斯·特拉克斯的《语法的艺术》 。
1660年安托万·阿尔诺编写的《一般语法》以及后来的《皇家港语法》则将句法研究推到了逻辑层次，用逻辑方法定义了语法范畴，并用“主词”“系詞”“谓词”这样的术语来分析句子。最终，这种观点也被早期对比语言学家如弗兰茨·博普所采用。
早期句法研究并没有明确区分语法和句法，直到20世纪句法在理论语言学中的角色才逐渐清晰起来。故20世纪也被语言学家称为“句法的世纪”。

## 定义
句法这一概念常常与语法混淆，盖因语法研究里面很大一部分都是关于句法的内容，但语法不仅关注句子结构的形成，也关注句子成分的语法功能和语法意义。
早期的现代语言学常常将句法和语法等同，如以索绪尔为首的结构主义语言学区分了所指（概念）和能指（音响形象），认定语言是一种符号系统。美国描写语言学派更将语言和意识完全分割开来，其集大成者布隆菲尔德的语法理论称为“机械论”或“物理论”，只侧重形式、层次和结构上的分析。这种语法研究如今可以视作纯粹的句法研究。这一倾向影响甚广，一直到乔姆斯基刚提出转换-生成语法的时候，仍认为下面这样的句子在语法上是对的，因为两个名词短语都在句法结构上合法，即便句子本身很明显在自然语言中不可能出现。
1960年代以后，乔姆斯基提出了选择限制和次范畴（又称语义语法范畴）的概念，即除了短语的语法范畴要符合句法，其下位层次的词义选择组合特征也要吻合。比如例 a. 中，谓语中心词“吓”的施事论元可以是有生命的，也可以是没有生命的，即符合 [±生命] 特征；受事论元必须要符合 [＋生命] 的特征，而“真诚”恰恰拥有 [-生命] 特征，故句子虽然在句法上合法，但在语法上不合法。

## 语序
語言的語序是句法学的一大基礎，而主語（S）、謂語（V）、賓語（O）是最常見於各語言的句子成分。85%以上的語言主要以主語開始句子，使用主謂賓（SVO）或者主賓謂（SOV）的語序。也有采用謂主賓（VSO）、謂賓主（VOS）、賓謂主（OVS）以及賓主謂（OSV）语序的语言，但尤其最后三种比较罕见。
语言形态分类上，分析语（孤立语）或者分析语特征较强的语言会更依赖于语序这一句法手段来表达语法关系，故其语序会较为固定，如汉语、英语；屈折语或者屈折语特征较强的语言则更依赖格变化之类的词法手段，故其语序也较为自由，如俄语、芬兰语、拉丁语等；黏着语或黏着语特征较强的语言会更依赖词缀的增添变化组合大量词缀（前缀、后缀、插入语素等）来表达语法关系，故其语序也较为固定，如日语、朝鲜语、蒙古语、马来语、印尼语等。
在大多数生成语法理论里，这些显式差异会体现在更为复杂的树状短语结构里，且每种语序都可以分析为多种衍生结构。

## 句法理论
与句法相关的现代语法理论很多。而在大部分语法理论里面，句法都是最主要的部分，所以很多句法相关理论也都以“语法”称呼；这与结构主义的研究传统相关。德里克·比克顿把句法视作生物学的一个分支，即对人类思维中语言知识的研究。其他语言学家（例如格拉尔德·加兹达尔）采取更接近柏拉图主义的观点，认为语法是对抽象形式系统的研究。还有人（例如约瑟·哈罗德·格林伯格）认为句法是一种用于广泛归纳各种语言的分类方法。

### 生成语法
生成语法（Generative grammar）假设语言是人类思维当中的一种结构，以此架构并完善内在语言（i-language）的模型。提倡生成文法的学者认为，生成文法是一种普适的语法，它的规则可以应用到所有自然语言的某一语言现象当中，判定它合法还是不合法；其句法一些是可扩张的句子结构的规则；大多数的语法并不是由于交际功能而产生的，也不是简单地从环境中学得的（见刺激贫乏论），在这方面，生成文法中的观点与认知文法，功能主义或行为主义的理论都有所区别。乔姆斯基是生成语法的开创者。
乔姆斯基的理论包括：
- 转换-生成语法（TG）：在1957年的《句法结构》中首次提出，与1965年的《文法理论要略》一同称为标准理论[19]；
- 管辖与约束理论（GB）：1970年代到1980年代对 TG 的修正[20]；
- 最简主义理论（MP）：1995年提出的修正理论[21]。

其他生成语法理论还包括：
- 生成短语结构语法（GPSG）
- 关系语法（RG）
- 生成语义学（由语义句法学分化[22]）
- 词汇功能语法（LFG）

### 依存语法
依存语法（Dependency grammar）是一种通过句子成分之间的相互依存关系来分析句子的语法理论。动词往往看作短语结构的根基，短语内其他成分直接或间接地依存于动词。依存语法跟短语结构语法有很大出入。

### 范畴语法
范畴语法不把句法结构归因于规则，而于句法范畴本身的属性；即不会去假设句子由名词短语（NP）和动词短语（VP）组成（S → NP VP），而认为这些规则都蕴含于动词这一中心词（head word）本身。所以范畴语法里面句法范畴的概念与数学和逻辑学上的函数 y=f(x) 类似，中心词是函子 f ，它会输入名词短语等自变量 x ，并产生句子级结构作为输出。在不及物动词中，这种复杂范畴被标记为 (NP\S)，意为“从左寻求输入名词短语，并（向右）输出句子结构”。在及物动词中需要输入两个名词短语，这种复杂范畴被标记为 (NP/(NP\S))，意为“从右寻求输入名词短语（即宾语），然后（向左）生成 (NP\S) 子范畴”，子范畴的原理和不及物动词一致。
树状邻接语法是一种分类语法，它将部分树状结构添加到范畴中。

### 功能语法
功能语法理论关注句子成分所起的语法作用。典型的功能语法包括：
- 认知语法（英语：Cognitive grammar）
- 构式语法 （CxG）
- 互动语法
- 功能话语语法 (Dik)
- 系统功能语法

### 句法术语
- c-command
- 指代（Conference）
- 论元（Argument）
- 填位（Merge）
- 投射（Projection）
- 移位 (語法)（Movement）
- 邻接（Adjunct）
- 提升（Raise）
- 非宾语假说
- 非宾语动词
- 非作语动词
- 疑问词移位
- X'理论
- 轻动词
- 零代词

### 综合参考文献
- 何元建. . 北京: 北京大学出版社. 2011. ISBN 9787301187494.
- Brown, Keith; Miller, Jim (编). . New York: Elsevier Science. 1996. ISBN 0-08-042711-1.
- Carnie, Andrew.  2nd. Oxford: Wiley-Blackwell. 2006. ISBN 1-4051-3384-8.
- Freidin, Robert; Lasnik, Howard (编). . Critical Concepts in Linguistics. New York: Routledge. 2006. ISBN 0-415-24672-5.
- Graffi, Giorgio. . Studies in the History of the Language Sciences 98. Amsterdam: Benjamins. 2001. ISBN 90-272-4587-8.
- Talasiewicz, Mieszko. . Springer. 2009. ISBN 978-90-481-3287-4. An interdisciplinary essay on the interplay between logic and linguistics on syntactic theories.
- Tesnière, Lucien 1969. Éleménts de syntaxe structurale. 2nd edition. Paris: Klincksieck.

## 延伸阅读
- Martin Everaert; Henk Van Riemsdijk; Rob Goedemans; Bart Hollebrandse (编). . Blackwell. 2006. ISBN 978-1-4051-1485-1. 5 Volumes; 77 case studies of syntactic phenomena.
- Isac, Daniela; Charles Reiss. . Oxford University Press. 2013  [2019-05-18]. ISBN 978-0199660179. （原始内容存档于2011-07-06）.
- Moravcsik, Edith A. . Continuum International Publishing Group. 2006. ISBN 978-0-8264-8945-6. Attempts to be a theory-neutral introduction. The companion Edith A. Moravcsik. . Continuum International Publishing Group. 2006. ISBN 978-0-8264-8943-2. surveys the major theories. Jointly reviewed in The Canadian Journal of Linguistics 54(1), March 2009, pp. 172–175 （页面存档备份，存于）
- Müller, Stefan. . Berlin: Language Science Press. 2016  [2019-05-18]. ISBN 978-3-944675-21-3. （原始内容存档于2021-01-16）.
- Brian Roark; Richard William Sproat. . Oxford University Press. 2007. ISBN 978-0-19-927477-2. part II: Computational approaches to syntax.